# Rodriguesophis
Rodriguesophis är ett släkte ormar i familjen snokar. Släktet tillhör underfamiljen Dipsadinae som ibland listas som familj.
Vuxna exemplar är med en längd mindre än 75 cm små ormar. De förekommer i Brasilien och vistas främst på marken i skogar. Individerna gömmer sig ofta i lövskiktet och de har antagligen ryggradslösa djur som föda. Honor lägger ägg.
Arter enligt The Reptile Database:
- Rodriguesophis chui
- Rodriguesophis iglesiasi
- Rodriguesophis scriptorcibatus